# Кревешан
Кревешан (фр. Crévéchamps) насеље је и општина у североисточној Француској у региону Лорена, у департману Мерт и Мозел која припада префектури Нанси.
По подацима из 2011. године у општини је живело 339 становника, а густина насељености је износила 69,75 становника/km². Општина се простире на површини од 4,86 km². Налази се на средњој надморској висини од 240 метара (максималној 337 m, а минималној 235 m).

## Демографија
| 1710. | 1802. | 1822. | 1843. | 1962. | 1968. | 1975. | 1982. | 1990. | 1999. | 2011. |
| ----- | ----- | ----- | ----- | ----- | ----- | ----- | ----- | ----- | ----- | ----- |
| 38    | 317   | 339   | 402   | 256   | 247   | 271   | 262   | 298   | 304   | 339   |

График промене броја становника у току последњих година